# Äskegylet (Kyrkhults socken, Blekinge)
Äskegylet är en sjö i Olofströms kommun i Blekinge och ingår i Skräbeåns huvudavrinningsområde.